# Abbaye de Moreruela
L’abbaye de Moreruela (en espagnol Monasterio de Santa María de Moreruela) est une ancienne abbaye, d'abord bénédictine ; en 1132, elle devient la première abbaye cistercienne de la péninsule ibérique. Ses ruines sont situées dans la commune de Granja de Moreruela dans la province de Zamora (Castille-et-León, Espagne).

## Histoire

### Fondation bénédictine
L'abbaye de Moreruela est fondée par des moines bénédictins au IXe siècle. Il semble que les fondateurs aient été saint Froilán (es) et saint Attila (es). Elle est dédiée à « saint Jacques » (probablement Jacques le Majeur) et prospère très rapidement : elle compte jusqu'à deux cents moines. Mais elle est sévèrement endommagée par les raids d'Almanzor.

### Les cisterciens et le relèvement de l'abbaye

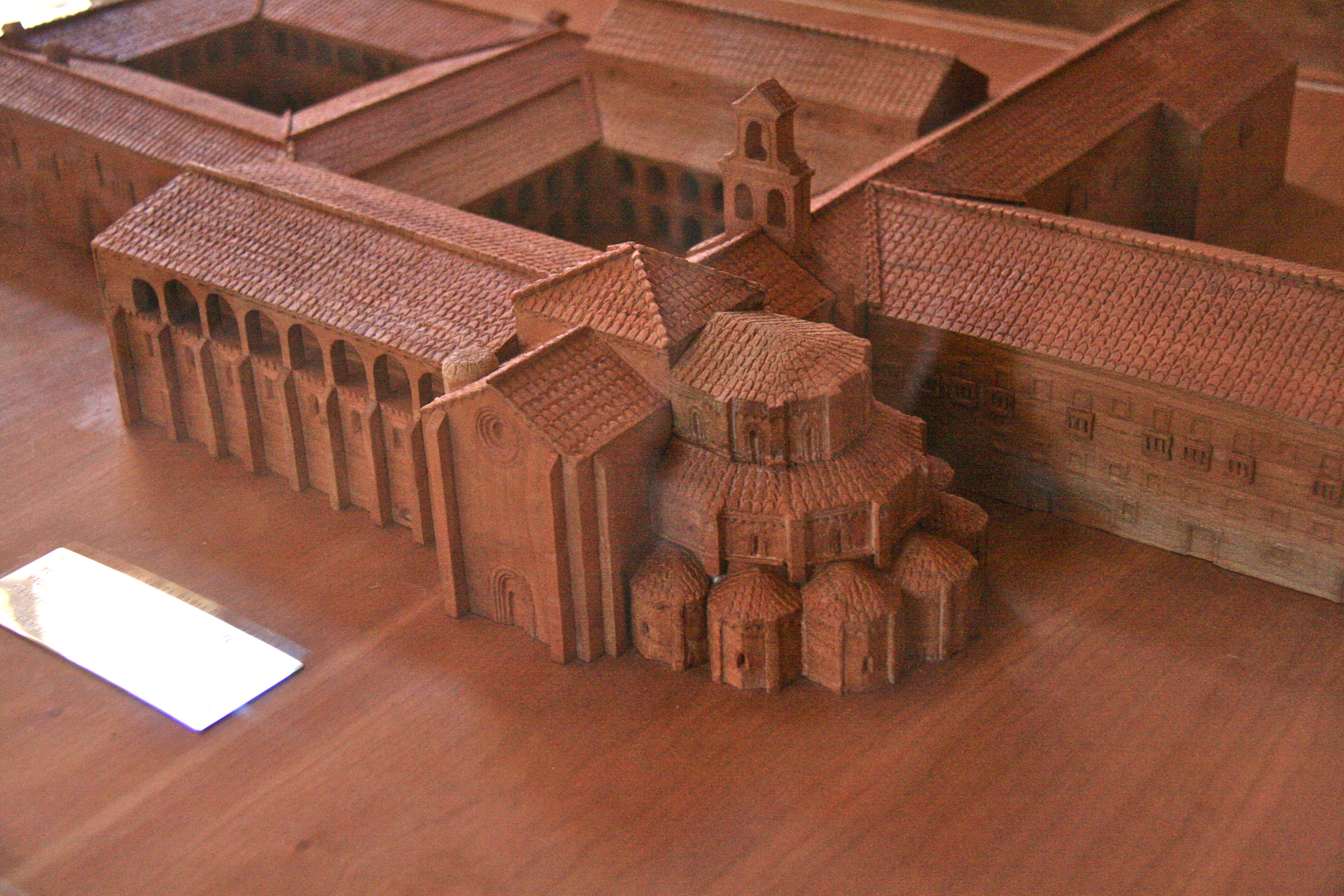
Maquette représentant l'abbaye au temps de sa reconstruction par les cisterciens.

Entre 1132 et 1158, suivant les auteurs, des moines cisterciens, Sancho et Pedro venus de Clairvaux et invités par Alphonse VII, roi de León et Castille, commencent la reconstruction et la vie de prière à Moreruela. Les cisterciens se lancent, comme dans leurs autres établissements, à de grands travaux agricoles de valorisation des terres environnantes.

### La commende et le déclin
À la fin du Moyen Âge, la commende s'instaure à Moreruela. Un progressif mais constant éloignement de la règle originelle se produit, les moines choisissant de ne plus dormir en dortoir mais en chambres individuelles, l'abbé commendataire se faisant construire un logement à part.

### Après les moines
Le désamortissement de Mendizábal chasse les moines et ferme l'abbaye en 1835. Entre 1893 et 1895, l'évêque de Zamora utilise l'ancienne abbaye comme carrière de pierres. Au XXe siècle, des marchands d'art essaient de négocier les pierres de l'abbaye avec de riches Américains qui veulent intégrer les ruines de Moreruela au musée The Cloisters de New York.
En 1931, afin de la protéger, l'abbaye est décrétée bien d'intérêt culturel, mais les moyens manquent pour une réhabilitation, et la dégradation se poursuit jusqu'au rachat des ruines par le gouvernement de Castille-León. Depuis les années 1990, de nombreux travaux ont été faits pour consolider et restaurer l'abbaye, sous la direction de l'architecte Leocadio Peláez.

## L'abbaye

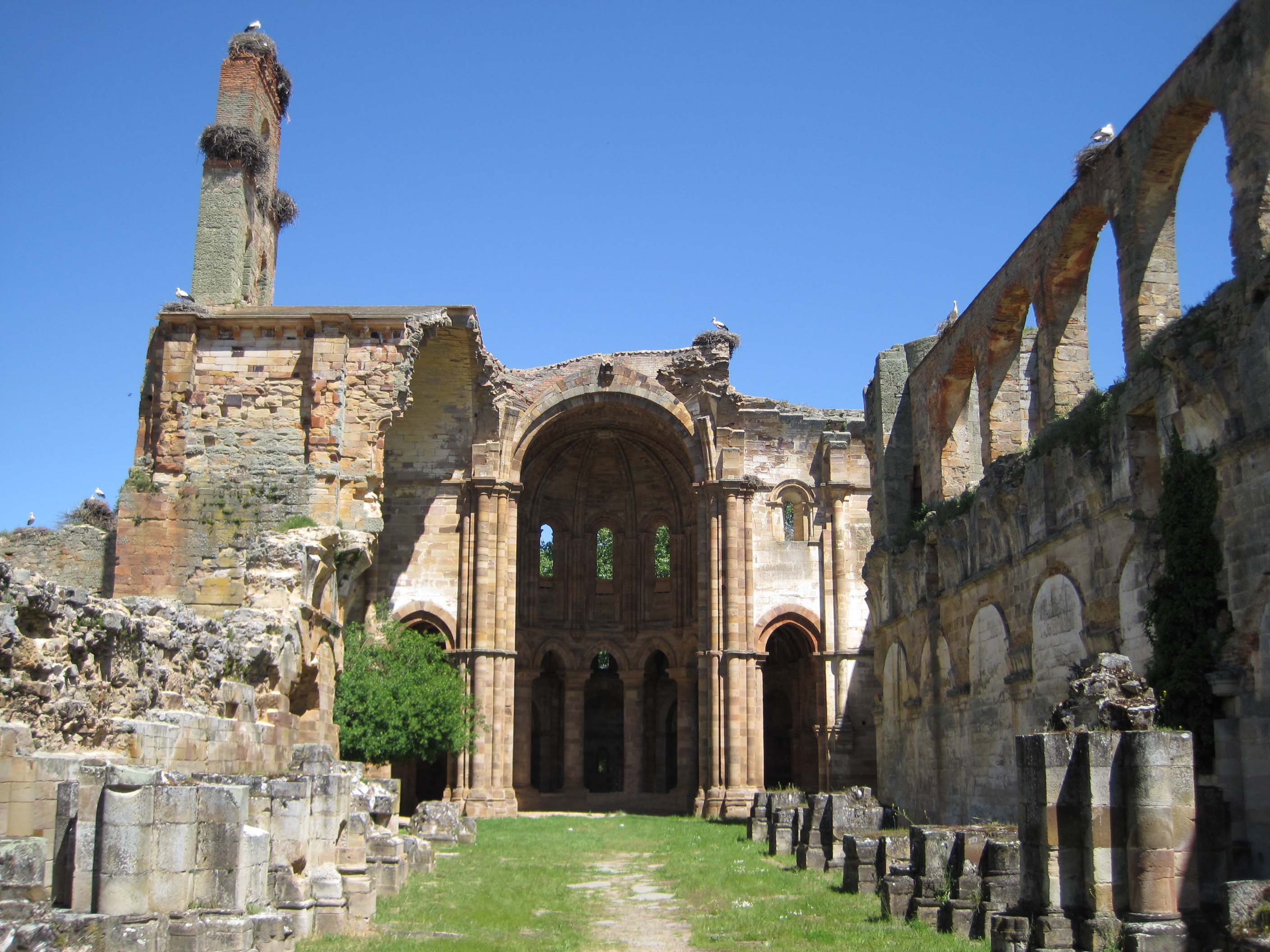
Vue générale de l'intérieur de l'abbatiale.

L'aménagement du monastère est quelque peu différents du classique plan cistercien, ce qui est dû à son origine bénédictine. L'église abbatiale n'est pas placée au nord, mais au sud du cloître. Cet emplacement fut également dicté par la nécessité de puisage de l'eau, plus disponible au nord, pour les communs (cuisines notamment).

### L'abbatiale

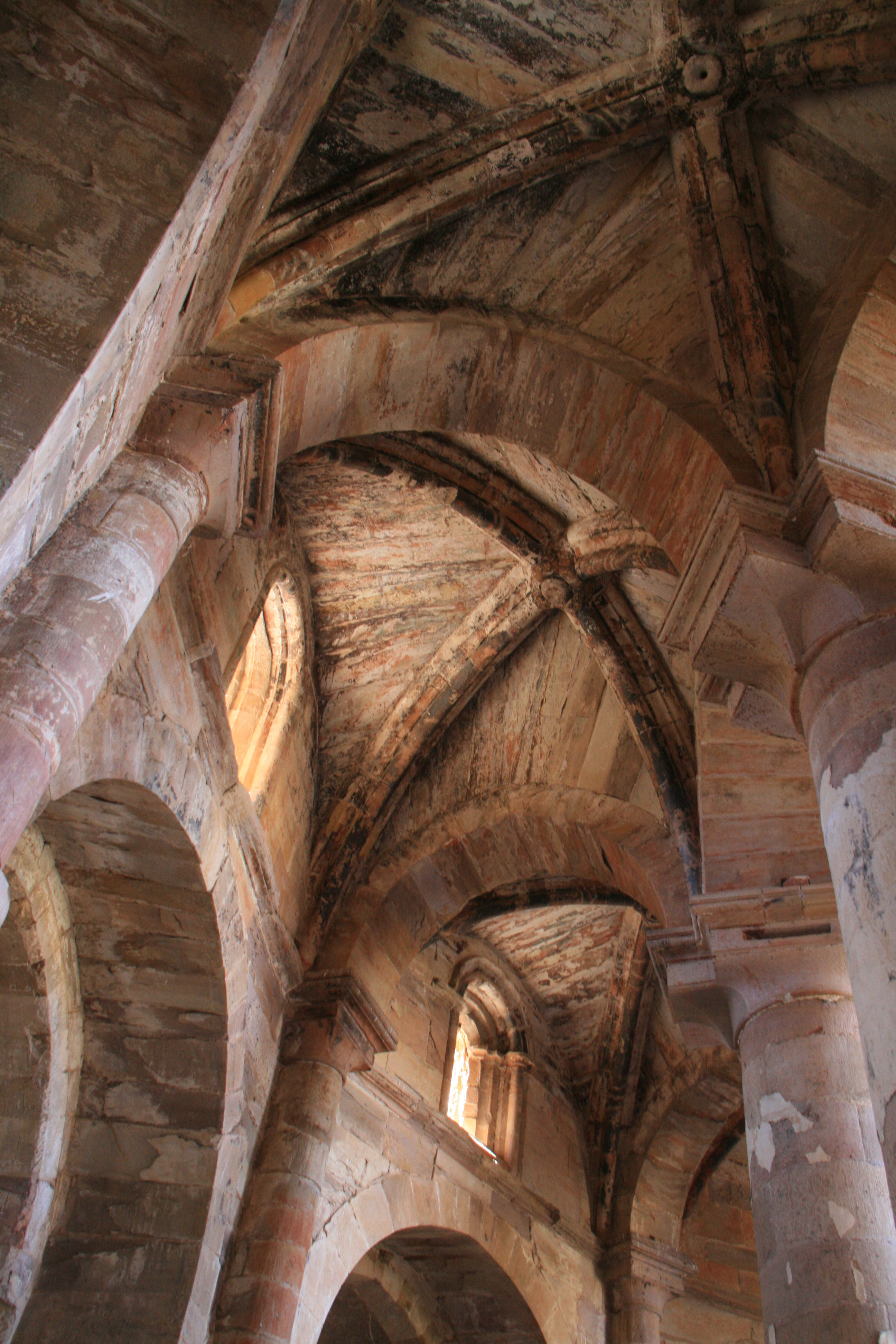
Les croisées d'ogives des voûtes du déambulatoire.

L'église a été construite à la fin du XIIe siècle, encore en style roman, mais elle comporte des éléments de transition vers le gothique. comme la voûte d'ogive du chœur. Commencée en 1162, elle fut le premier édifice du monastère à être construit. On y retrouve des marques de l'architecture bénédictine. Le chevet n'est pas plat, mais semi-circulaire, et à trois niveaux : le premier fait de sept absidioles, le second d'un déambulatoire et le troisième de la grande abside du chœur. Le chœur à déambulatoire et à chapelles rayonnantes s'inspire de ceux des églises abbatiales de Veruela et de Fitero, en Aragon, construites vers la même époque, à leur tour calquées sur des modèles français. Certains détails architecturaux rappellent aussi l'art roman de Bourgogne, notamment Cluny III.
Le plan général de l'abbatiale était celui d'une église à trois nefs, en forme de croix latine. Les premiers rangs de la nef et le transept étaient occupés par les moines (« choristes »), le fond de la nef par les convers. Les dimensions de l'abbatiale étaient très vastes (63 mètres de longueur pour 26 de largeur au transept, une nef longue de neuf travées.
Les murs extérieurs des bas-côtés sont de briques. Contrairement à l'habituelle sobriété architecturale cistercienne, les chapiteaux des piliers de l'église étaient sculptés d'archivoltes. Les voûtes représentent une des premières expériences de croisée d'ogives en péninsule ibérique.

### Cloître
Comme on l'a vu, le cloître est situé au nord de l'abbatiale. C'est un rectangle de vingt-cinq par trente-cinq mètres environ. Le premier cloître a disparu, remplacé par une nouvelle construction du XVIe siècle. Le second cloître se distingue en particulier de l'ancien par ses deux niveaux.

### Les autres parties de l'abbaye

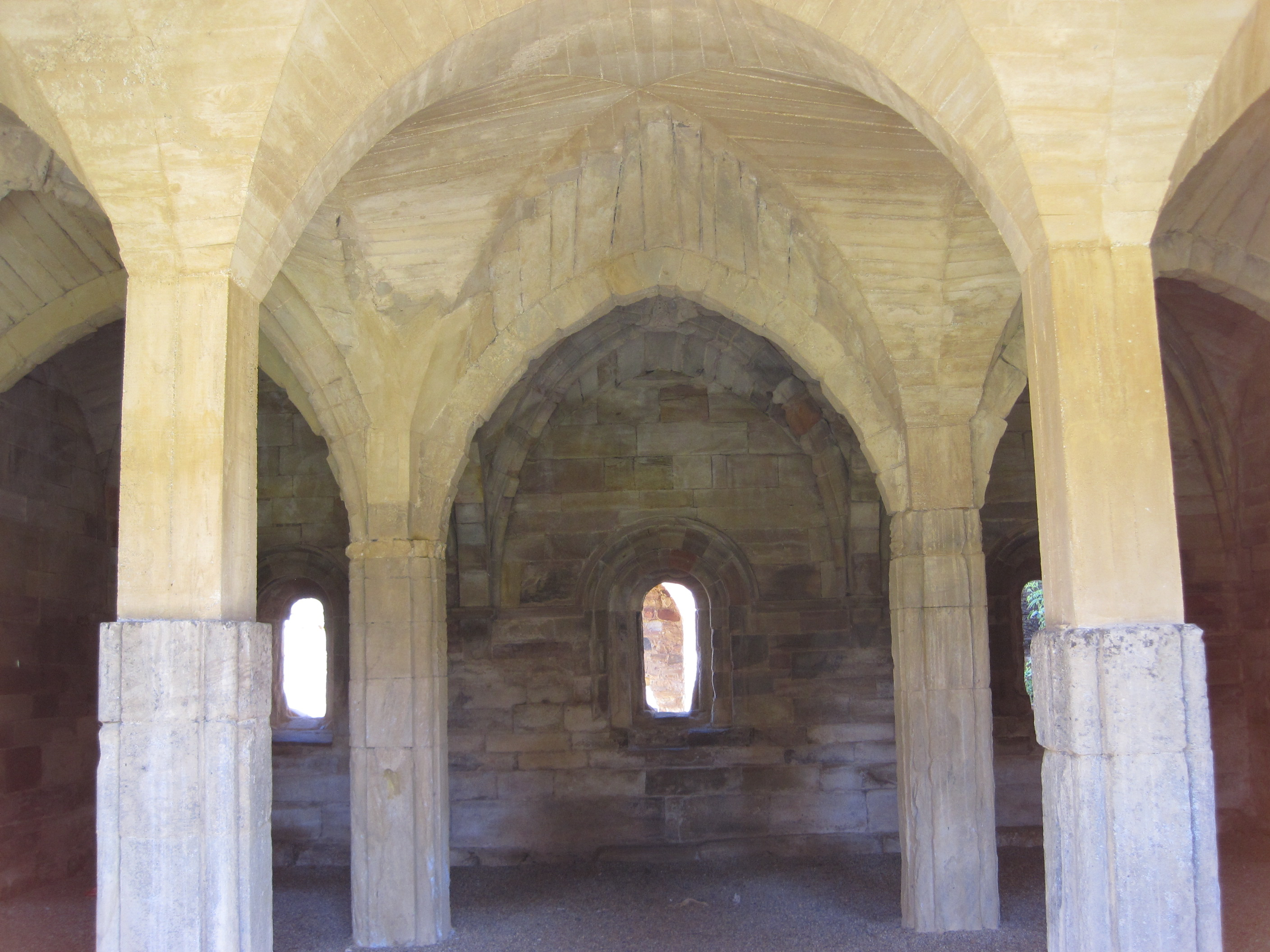
La salle capitulaire.

La salle capitulaire donne sur le cloître par une porte centrale et deux fenêtres évasées ; en effet, c'était le lieu où la Règle était lue, et les convers, qui ne pouvaient y entrer, pouvaient cependant entendre cette règle par les larges ouvertures qui y étaient pratiquées. C'est un carré de 10,6 mètres de côté, également largement ouvert à l'est par trois fenêtres en plein cintre. La salle capitualire est aussi le lieu d'inhumation de quelques-uns des abbés de Moreruela.
La seule partie chauffée de l'abbaye était le calefactorium. À Moreruela, il est situé sur le côté nord du cloître, entre la salle des moines et le réfectoire. Ce dernier, attenant à la cuisine, mesurait quatre travées de longueur. Le réfectoire des convers, quant à lui, était situé dans le bâtiment du même nom, à l'ouest ; ce bâtiment comprenait également le cellier.

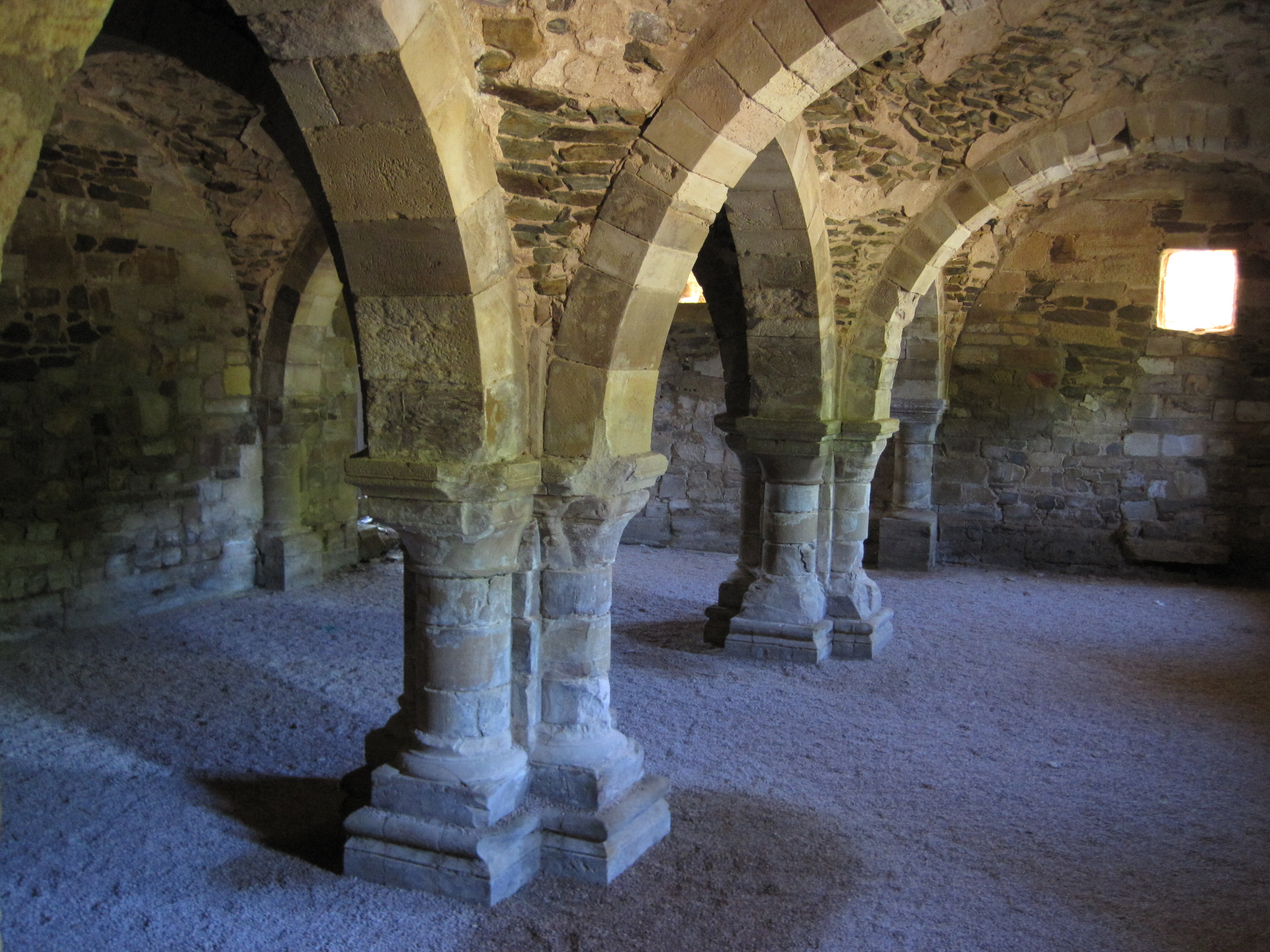
La salle des moines.

La salle des moines est la partie la mieux conservée de l'abbaye de Moreruela. C'est une pièce rectangulaire de 14,2 × 10,5 mètres, divisée en deux nefs de trois travées, située légèrement en contrebas par rapport au cloître et donnant accès au jardin à l'est.
Au-dessus de la salle capitulaire et de la salle des moines se situait le dortoir, auquel on accédait par l'escalier depuis le cloître, ou par une échelle qui permettait de rejoindre directement l'abbatiale, en particulier pour l'office de matines. Son pendant côté ouest, dans le bâtiment des convers, était le dortoir de ces derniers.

## Moreruela dans la littérature
Miguel de Unamuno, qui s'est rendu sur place en juin 1911, évoque l'abbaye en ces termes :
 En una celda solo, como en arca

de paz, libre de menester y cargo,

el poema escribir largo, muy largo,

que cielo y muerte, tierra y vida abarca.

Después, en el verdor de la comarca 

la vista apacentar; sin el amargo

pasto del mundo, a la hora del letargo

ver cómo visten la dormida charca

en flor las ovas. Lejos del torrente

raudo del caz que hace rodar la rueda

que muele el trigo, soñar lentamente

vida eternal en la que el alma pueda

ser pura flor. ¡Oh, reposo viviente;

florece sólo el agua que está queda!